# Novoromanivka, Rozdilna
Novoromanivka (în ucraineană Новороманівка) este un sat în comuna Țebrîkove din raionul Rozdilna, regiunea Odesa, Ucraina.

## Demografie
Componența lingvistică a localității Novoromanivka
     Ucraineană (84%)
     Română (10%)
     Rusă (4%)
     Maghiară (2%)
Conform recensământului din 2001, majoritatea populației localității Novoromanivka era vorbitoare de ucraineană (84%), existând în minoritate și vorbitori de română (10%), rusă (4%) și maghiară (2%).